# Rettoressa
Rettoressa è il nono album di inediti in studio della cantante italiana Donatella Rettore, pubblicato nel 1988 dall'etichetta Lupus e distribuito dalla Ricordi. Si tratta del primo long-playing dell'artista disponibile subito anche in formato CD, oltre che in vinile e in musicassetta.

## Il disco
Il disco esce a tre anni di distanza dal precedente 33 giri Danceteria, del 1985, e a due dall'ultimo singolo Amore stella, con cui aveva partecipato al Festival di Sanremo del 1986.
Si tratta del primo album della cantante a non essere promosso da alcun singolo. Il brano di punta, trasmesso dalle radio e pubblicizzato in TV, è quello di apertura, Addio mia bella Napoli. Il brano La cosa si fà compare con l'errato accento sul verbo. Il brano Una stella che cade è dedicato al padre da poco scomparso. Il brano di chiusura Noi siamo forti punto e... è anche video-sigla di un programma tv Troppo forti in onda la domenica pomeriggio su Raiuno. Nonostante una buona promozione, specialmente televisiva, l'album non riesce a decollare. 
Fino al 2008, anno d'uscita del  cofanetto "Stralunata" (comprensivo di una doppia raccolta su cd e un DVD), nessuno dei nove brani facenti parte di Rettoressa figura nelle varie raccolte in precedenza pubblicate.
Dal 5 Aprile  2024  l'album è disponibile su tutte le piattaforme digitali.

## Tracce
Tutti i brani di Rettore/Rego
Lato A
1. Addio mia bella Napoli - 3:22
2. Usocamay musicamay - 3:29
3. Bella - 3:19
4. Vikinga - 3:09
5. Una stella che cade - 3:13

Lato B
1. È una buona idea - 3:31
2. La cosa si fa - 3:41
3. Natale - 3:10
4. Noi siamo forti punto e... - 3:59

## Formazione
- Donatella Rettore – voce
- Walter Martino – percussioni
- Bob Masala – tastiera, programmazione, pianoforte, basso
- Carlo Pennisi – chitarra
- Agostino Marangolo – percussioni
- Eric Daniel – sax
- Antonella De Grossi, Stefania De Grossi – cori

## Classifiche
| Classifica (1988) | Posizione massima |
| ----------------- | ----------------- |
| Italia            | 48                |